# Liste der türkischen Botschafter in der Elfenbeinküste
Der Botschafter leitet die Botschaft in Abidjan.
Bis 2008 waren die Botschafter in Lagos (Nigeria) regelmäßig auch bei der Regierung in Abidjan akkreditiert.
| Ernennung Akkreditierung | Botschafter         | Bemerkung | Ministerpräsident der Türkei | Regierungschef der Elfenbeinküste | Posten verlassen |
| ------------------------ | ------------------- | --- | ---------------------------- | --------------------------------- | ---------------- |
| 1965                     | Efdal Deringil      | Botschafter in Lagos | Suad Hayri Ürgüplü           | Félix Houphouët-Boigny            |                  |
| 3. Juni 2011             | Yalçın Kaya Erensoy | (* 1. September 1951 in Istanbul) 1972: Abitur: St. Joseph High School (Istanbul), 1976: Studium der Politikwissenschaft an der Universität Ankara, 1972: Eintritt in den auswärtigen Dienst, 1986: Studium NATO Defense College, Rom, 1993–1997: Assistenz beim Ständigen Vertreter bei der Westeuropäischen Union, 2003–2008: Botschafter in Dakar, 2011–2014: Botschafter in Abidjan, 2014: Versetzung in den Ruhestand. | Recep Tayyip Erdoğan         | Guillaume Soro                    | 30. Juni 2014    |
| 30. Juni 2014            | Esra Demir          | 1982: Abitur Galatasaray-Gymnasium, 1986: Studium der Politikwissenschaft Universität Ankara, 1987: Eintritt in den auswärtigen Dienst, Dakar, Paris, Bern, Ständige Vertreterin bei der Welthandelsorganisation, seit 1. Juli 2014 Botschafterin in Abidjan | Ahmet Davutoğlu              | Daniel Kablan Duncan              |                  |